# Gelbspanner

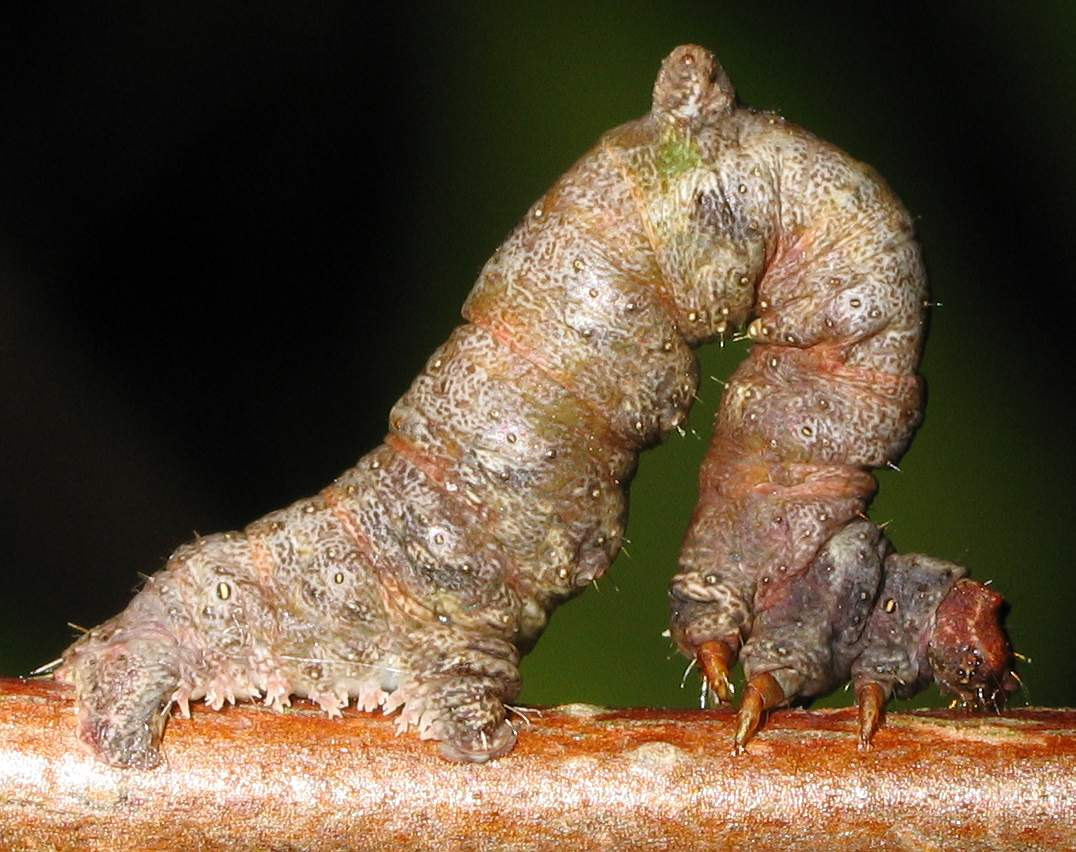
Gelbspannerraupe

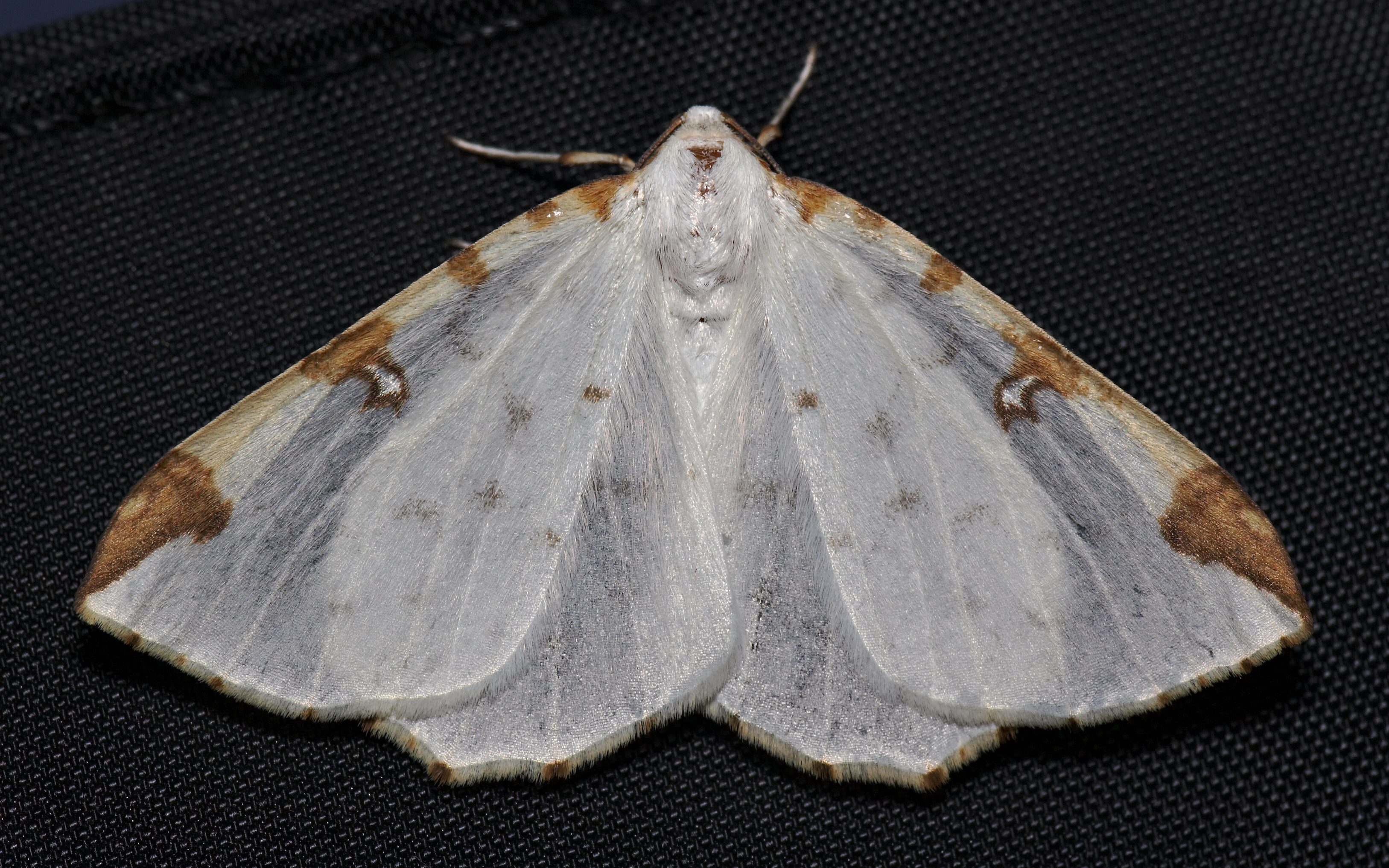
Aberrativer Falter

Der Gelbspanner (Opisthograptis luteolata) ist ein Schmetterling aus der Familie der Spanner (Geometridae). Seinen deutschen Artnamen erhielt der Gelbspanner aufgrund seiner hellgelben Flügel. Ein weiterer gebräuchlicher Name für diese Art ist Zitronenspanner. Um Verwechslungen mit dem Zitronenfalter (Gonepteryx rhamni) zu vermeiden, wird aber meist Gelbspanner als Artname verwendet.

## Merkmale
Die Art ist aufgrund ihrer hellgelben Vorderflügel, die von rotbraunen Flecken an der Vorderkante gesäumt sind, unverwechselbar. Auf den Vorderflügeln befindet sich zudem jeweils ein weißer Fleck mit braunem Rand. Die Hinterflügel sind nahezu reingelb und weisen nur wenige hellbraune Flecken auf. Die Flügelspannweite beträgt 33 bis 46 Millimeter.
Die Raupen des Gelbspanners haben etwa mittig auf dem Rücken einen Fortsatz, der zwar sehr variabel ist, so aber bei keiner anderen Spannerart vorkommt und daher zur Artbestimmung dient. Anhand der Farbe kann die Raupe nicht identifiziert werden, da diese zwischen diversen Braun- und Grüntönen variiert. Charakteristisch ist noch die Kopfform der Raupen, die auf dem Raupenfoto erkennbar ist. Die Raupen sind fast vollständig unbehaart. Lediglich an den Beinen und vereinzelt auf dem Rücken sind Haare vorhanden.

## Larvalentwicklung
Die Raupen fressen an verschiedenen Laubgehölzen, wie zum Beispiel Apfelbäumen, Birken, Felsenbirnen, Mehlbeeren, Renekloden, Schlehdornen, Stachelbeergewächsen, Traubenkirschen, Weiden und Weißdornen. Die Art überwintert als Raupe oder Puppe.

## Flugzeit
Die zumeist nachtaktiven Tiere fliegen in einer Generation zwischen Ende April und Mitte Juli. Die Raupen können von Juli bis August angetroffen werden. Die Puppe überwintert. Bei klimatisch günstigen Bedingungen kann von August bis September eine zweite Generation entstehen. Diese ist kleiner, intensiver gelb gefärbt und gezeichnet.

## Lebensraum
Da die Raupen des Gelbspanners an verschiedenen Laubbäumen fressen, sind sie in Habitaten wie Mischwäldern, Parks und großen Gärten zu finden.